# گلوخایا ویلوا
گلوخایا ویلوا (انگلیسی: Glukhaya Vilva) یک رودخانه در سرزمین پرم کشور روسیه است.